# Kebnekaise IK
Kebnekaise IK var en fotbollsförening från Kiruna i Lappland/Norrbottens län, bildad 1957 och upplöst 1970 då föreningen sammanslogs med Kiruna AIF, IFK Kiruna och Kiruna BK i Kiruna FF/Kiruna BoIS. Kebnekaise blev under 1960-talet Kirunas främsta fotbollsförening då man spelade sju säsonger i division III (sedan 2006 motsvarande division I) 1963-1969.

### Fotnoter
1. ↑  http://www.aikstats.se/opponent.php?id=2335
2. ↑  https://www.svenskafotbollsklubbar.se/showclub.php?clubid=2822
3. ↑  https://sites.google.com/view/clasglenningfootball/hem/sweden-historical-tables